# James Cran
 (février 2013).
Si vous disposez d'ouvrages ou d'articles de référence ou si vous connaissez des sites web de qualité traitant du thème abordé ici, merci de compléter l'article en donnant les références utiles à sa vérifiabilité et en les liant à la section « Notes et références ».
James Cran (28 janvier 1944 - ) est un homme politique britannique. Il est député du Parti conservateur pour la circonscription de Beverley et Holderness dans le nord de l'Angleterre jusqu'à ce qu'il ne soit plus désigné par son parti aux élections de 2005 au profit de Graham Stuart.